# Validade externa
Validade externa é a possibilidade de aplicar as conclusões de um estudo científico fora do contexto desse estudo. Ou seja, é a extensão a que os resultados de um estudo podem ser generalizados a outras situações e a outras pessoas. Pelo contrário, a validade interna é a possibilidade de tecer conclusões realizadas internamente ao contexto de um estudo particular.